# Start without you
Start Without You is een single van de Britse zangeres Alexandra Burke. Het is de vijfde single van haar debuutalbum Overcome.

## Videoclip
De videoclip begint met Burke die voor een glimmende muur staat. Daar zingt ze de intro. Dan zie je halfnaakte mannen sporten. Bij het refrein beginnen Burke en de dansers te dansen. Tijdens de bridge, begint Laza Morgan te rappen. En bij het laatste refrein dansen Burke en de dansers weer samen.

## Stijl
De stijl van het lied is wat anders dan bij Bad Boys, All Night Long en Broken Heels. Het klinkt wat apart door de dancehall- en reggae-invloeden. De choreografie is wat minder ingewikkeld.

## Hitnotering
Start Without You is niet zo'n grote hit geworden als Bad Boys, dat in de top tien van de Nederlandse Top 40 stond. Start Without You bleef steken in de tipparade. Al kwam de single in het Verenigd Koninkrijk wel op nummer één en bleef het daar twee weken staan.

### NederlandseSingle Top 100
| Hitnotering: 16-10-2010 t/m 13-11-2010 | Hitnotering: 16-10-2010 t/m 13-11-2010 | Hitnotering: 16-10-2010 t/m 13-11-2010 | Hitnotering: 16-10-2010 t/m 13-11-2010 | Hitnotering: 16-10-2010 t/m 13-11-2010 | Hitnotering: 16-10-2010 t/m 13-11-2010 | Hitnotering: 16-10-2010 t/m 13-11-2010 |
| Week                                   | 1                                      | 2                                      | 3                                      | 4                                      | 5                                      |                                        |
| -------------------------------------- | -------------------------------------- | -------------------------------------- | -------------------------------------- | -------------------------------------- | -------------------------------------- | -------------------------------------- |
| Nummer                                 | 97                                     | 97                                     | 92                                     | 84                                     | 77                                     | uit                                    |